# Pierre-Edmond Hocmelle
Pierre-Edmond Hocmelle (né le 18 septembre 1824 à Paris, mort le 12 novembre 1895 à Asnières-sur-Seine) est un compositeur et organiste français.

## Biographie
Aveugle de naissance, Hocmelle étudie de 1838 à 1850 au Conservatoire de Paris. Il fréquente les classes d'Antoine Elwart, Simon Leborne et François Benoist et obtient le premier prix d'orgue en 1844.
Il devient ensuite organiste à la Chapelle du Sénat. En 1849, il succède à Louis Séjan à l'église Saint-Louis-des-Invalides. En 1851, il succède à Louis Chollet comme organiste à l'église Saint-Thomas-d'Aquin de Paris, avec Joseph Franck (de), frère de César Franck. Il obtient plus tard le poste d'organiste à l'église Saint-Philippe-du-Roule.
Hocmelle compose principalement des œuvres pour orgue, ainsi que des romances et des opérettes.